# Tony Capaldi
Anthony Charles Capaldi (Porsgrunn, 12 agosto 1981) è un ex calciatore nordirlandese, di ruolo terzino o centrocampista esterno.

## Biografia
Nacque a Porsgrunn in Norvegia nel 1981 mentre suo padre John militava nella squadra locale.

## Carriera

### Nazionale
Tra il 2004 ed il 2007 ha giocato 22 partite con la nazionale nordirlandese.

## Statistiche

### Cronologia presenze e reti in nazionale
| Cronologia completa delle presenze e delle reti in nazionale ― Irlanda del Nord | Cronologia completa delle presenze e delle reti in nazionale ― Irlanda del Nord | Cronologia completa delle presenze e delle reti in nazionale ― Irlanda del Nord | Cronologia completa delle presenze e delle reti in nazionale ― Irlanda del Nord | Cronologia completa delle presenze e delle reti in nazionale ― Irlanda del Nord | Cronologia completa delle presenze e delle reti in nazionale ― Irlanda del Nord | Cronologia completa delle presenze e delle reti in nazionale ― Irlanda del Nord | Cronologia completa delle presenze e delle reti in nazionale ― Irlanda del Nord |
| Data                                                                            | Città                                                                           | In casa                                                                         | Risultato                                                                       | Ospiti                                                                          | Competizione                                                                    | Reti                                                                            | Note                                                                            |
| ------------------------------------------------------------------------------- | ------------------------------------------------------------------------------- | ------------------------------------------------------------------------------- | ------------------------------------------------------------------------------- | ------------------------------------------------------------------------------- | ------------------------------------------------------------------------------- | ------------------------------------------------------------------------------- | ------------------------------------------------------------------------------- |
| 31-3-2004                                                                       | Tallinn                                                                         | Estonia                                                                         | 0 – 1                                                                           | Irlanda del Nord                                                                | Amichevole                                                                      | -                                                                               |                                                                                 |
| 28-4-2004                                                                       | Belfast                                                                         | Irlanda del Nord                                                                | 1 – 1                                                                           | Serbia e Montenegro                                                             | Amichevole                                                                      | -                                                                               |                                                                                 |
| 30-5-2004                                                                       | Bridgetown                                                                      | Barbados                                                                        | 1 – 1                                                                           | Irlanda del Nord                                                                | Amichevole                                                                      | -                                                                               | 68’                                                                             |
| 2-6-2004                                                                        | Basseterre                                                                      | Saint Kitts e Nevis                                                             | 0 – 2                                                                           | Irlanda del Nord                                                                | Amichevole                                                                      | -                                                                               |                                                                                 |
| 6-6-2004                                                                        | Scarborough                                                                     | Trinidad e Tobago                                                               | 0 – 3                                                                           | Irlanda del Nord                                                                | Amichevole                                                                      | -                                                                               |                                                                                 |
| 18-8-2004                                                                       | Zurigo                                                                          | Svizzera                                                                        | 0 – 0                                                                           | Irlanda del Nord                                                                | Amichevole                                                                      | -                                                                               |                                                                                 |
| 4-9-2004                                                                        | Belfast                                                                         | Irlanda del Nord                                                                | 0 – 3                                                                           | Polonia                                                                         | Qual. Mondiali 2006                                                             | -                                                                               | 90’                                                                             |
| 8-9-2004                                                                        | Cardiff                                                                         | Galles                                                                          | 2 – 2                                                                           | Irlanda del Nord                                                                | Qual. Mondiali 2006                                                             | -                                                                               | 80’ 90’                                                                         |
| 29-2-2005                                                                       | Belfast                                                                         | Irlanda del Nord                                                                | 0 – 1                                                                           | Canada                                                                          | Amichevole                                                                      | -                                                                               | 79’                                                                             |
| 26-3-2005                                                                       | Manchester                                                                      | Inghilterra                                                                     | 4 – 0                                                                           | Irlanda del Nord                                                                | Qual. Mondiali 2006                                                             | -                                                                               |                                                                                 |
| 30-3-2005                                                                       | Varsavia                                                                        | Polonia                                                                         | 1 – 0                                                                           | Irlanda del Nord                                                                | Qual. Mondiali 2006                                                             | -                                                                               |                                                                                 |
| 3-9-2005                                                                        | Belfast                                                                         | Irlanda del Nord                                                                | 2 – 0                                                                           | Azerbaigian                                                                     | Qual. Mondiali 2006                                                             | -                                                                               |                                                                                 |
| 7-9-2005                                                                        | Belfast                                                                         | Irlanda del Nord                                                                | 1 – 0                                                                           | Inghilterra                                                                     | Qual. Mondiali 2006                                                             | -                                                                               | 63’                                                                             |
| 8-10-2005                                                                       | Belfast                                                                         | Irlanda del Nord                                                                | 2 – 3                                                                           | Galles                                                                          | Qual. Mondiali 2006                                                             | -                                                                               | 41’                                                                             |
| 15-11-2005                                                                      | Belfast                                                                         | Irlanda del Nord                                                                | 1 – 1                                                                           | Portogallo                                                                      | Amichevole                                                                      | -                                                                               | 63’                                                                             |
| 1-3-2006                                                                        | Belfast                                                                         | Irlanda del Nord                                                                | 1 – 0                                                                           | Estonia                                                                         | Amichevole                                                                      | -                                                                               |                                                                                 |
| 21-5-2006                                                                       | New York                                                                        | Uruguay                                                                         | 1 – 0                                                                           | Irlanda del Nord                                                                | Amichevole                                                                      | -                                                                               |                                                                                 |
| 26-5-2006                                                                       | Chicago                                                                         | Romania                                                                         | 2 – 0                                                                           | Irlanda del Nord                                                                | Amichevole                                                                      | -                                                                               | 57’                                                                             |
| 16-8-2006                                                                       | Helsinki                                                                        | Finlandia                                                                       | 1 – 2                                                                           | Irlanda del Nord                                                                | Amichevole                                                                      | -                                                                               |                                                                                 |
| 2-9-2006                                                                        | Belfast                                                                         | Irlanda del Nord                                                                | 0 – 3                                                                           | Islanda                                                                         | Qual. Euro 2008                                                                 | -                                                                               | 77’                                                                             |
| 6-2-2007                                                                        | Belfast                                                                         | Irlanda del Nord                                                                | 0 – 0                                                                           | Galles                                                                          | Amichevole                                                                      | -                                                                               |                                                                                 |
| 17-10-2007                                                                      | Solna                                                                           | Svezia                                                                          | 1 – 1                                                                           | Irlanda del Nord                                                                | Qual. Euro 2008                                                                 | -                                                                               | 87’                                                                             |
| Totale                                                                          |                                                                                 | Presenze                                                                        | 22                                                                              |                                                                                 | Reti                                                                            | 0                                                                               |                                                                                 |